# Гусеничный кран

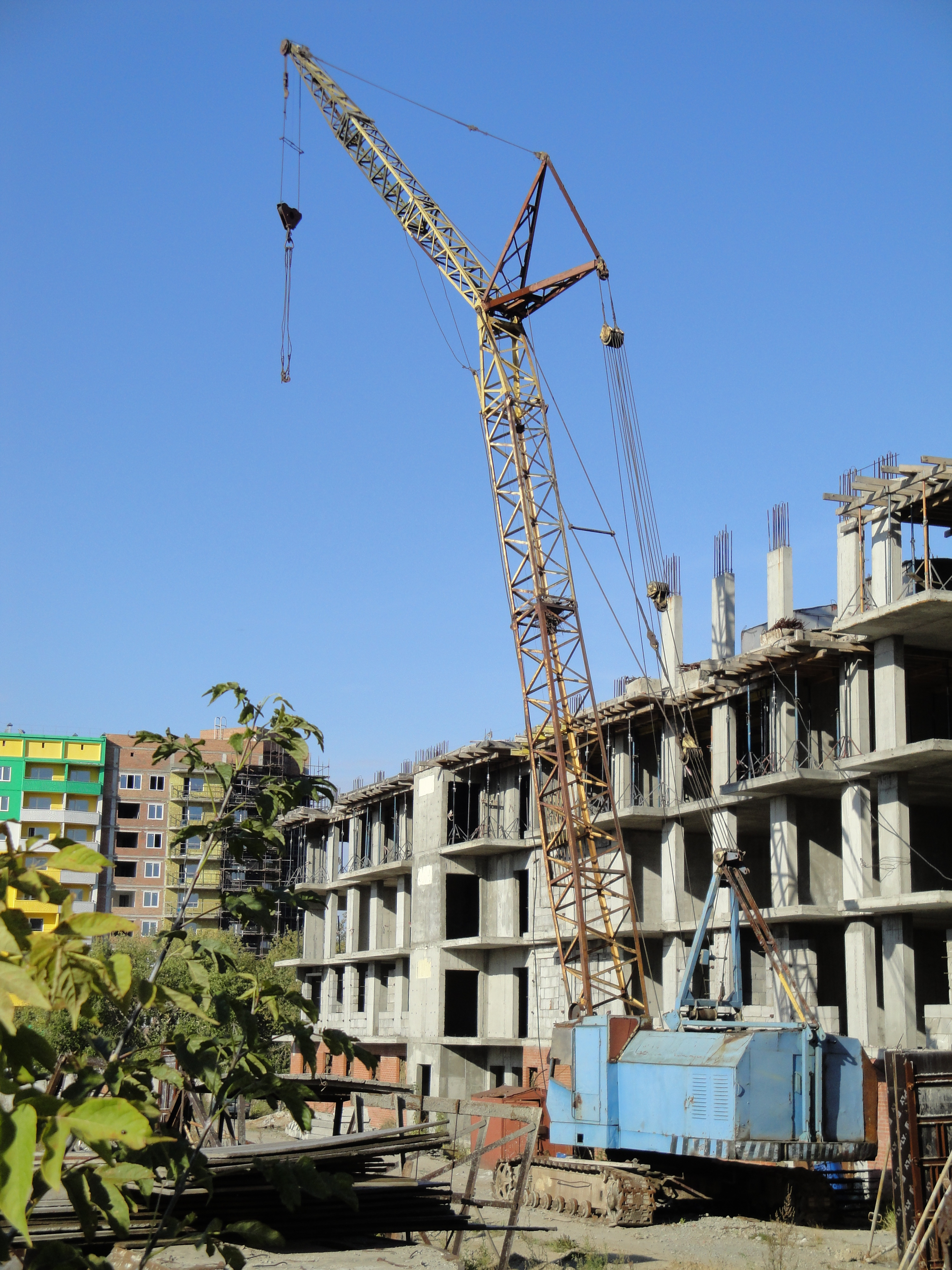
Кран серии МКГ. Новосибирск, 2010

Гу́сеничный кра́н (англ. Crawler-mounted / фр. Montee sur chenilles) — стреловой самоходный кран, снабженный для передвижения гусеницами. Относится к группе кранов стрелового типа.

## Описание

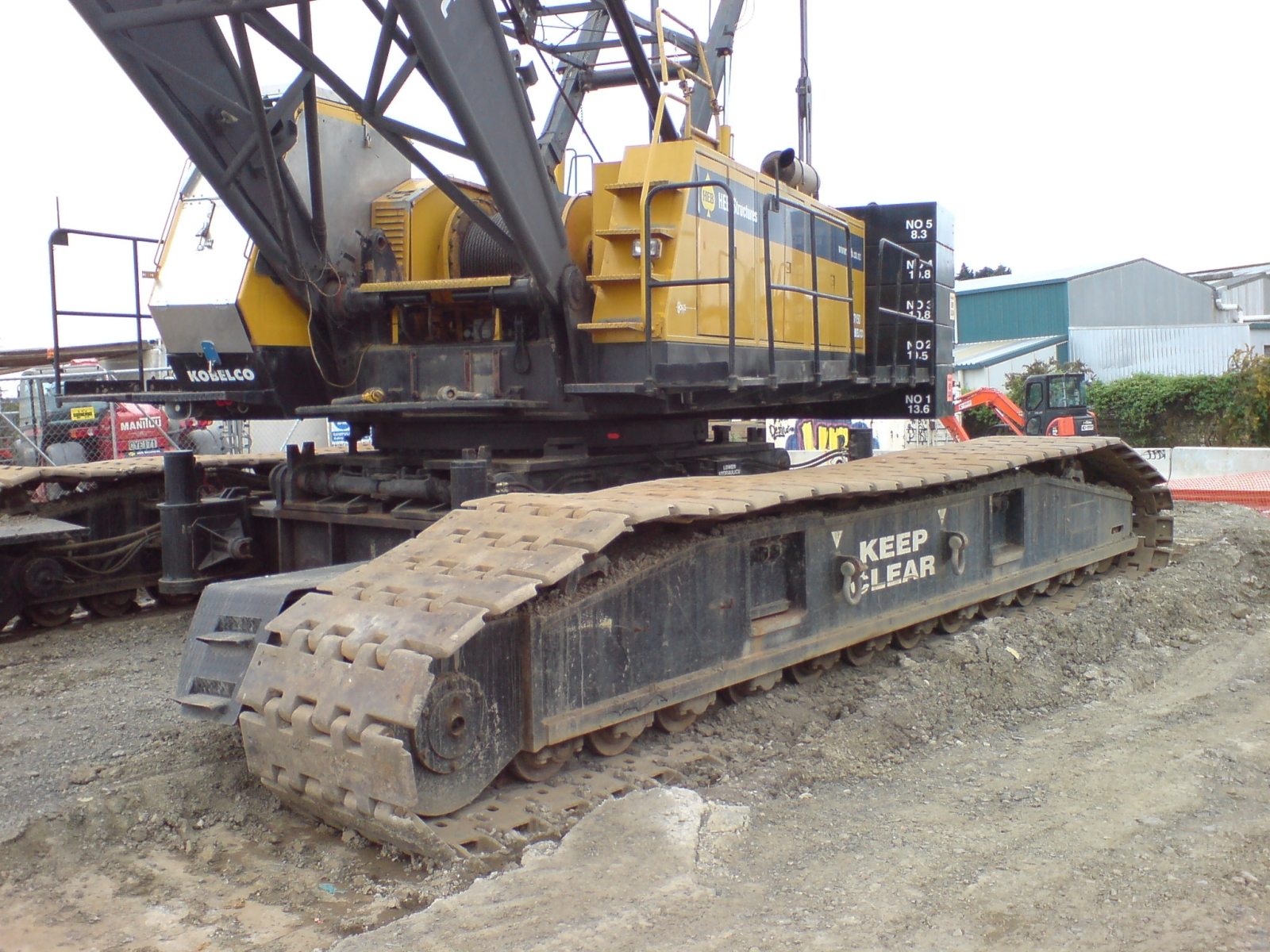
Кран Kobelco CK2500 в одном из городов Новой Зеландии

Гусеничные краны являются полноповоротными самоходными кранами. В зависимости от условий работы их оборудуют сменными стрелами различной длины и конфигурации (прямые, изогнутые, телескопические).
По конструктивным особенностям гусеничные краны делятся на две группы:
1. Стреловые самоходные краны. Индексы: «ДЭК», «СКГ», «МКГ», «МКГС», «RDK»[3]. Монтажные гусеничные краны имеют грузоподъёмность 40-160 т и более (например, краны МКГС-250 и МКТ-250). Привод отдельных механизмов этих кранов, как правило, индивидуальный[4].
2. Краны-экскаваторы с механическим приводом, являющиеся канатными экскаваторами с крановым рабочим оборудованием[3]. Краны-экскаваторы имеют небольшую грузоподъемность (не более 50 т) и групповой привод механизмов[4]. Примеры: канатные экскаваторы серий Э и ЭО, экскаваторы Liebherr HS 8040 HD, Sennebogen 6130.

Краны типа «СКГ» грузоподъёмностью 24, 40, 63, 100 т выпускаются с различными типами стрелового оборудования:
1. трубчатые стрелы с короткими гуськами[5].
2. стрелы-башни с длинными гуськами[5].

## Технические характеристики
Длина стрел у гусеничных монтажных кранов при больших высотах подъёма груза достигает 60—100 м и более. Скорости движений соответствуют грузоподъёмности крана и вылету стрелы и обычно составляют: подъёма груза 5—25 м/мин, вращения от 1 до 4 об/мин, время подъёма стрелы из низшего положения в высшее от 1 мин до 3 мин. Передвижение крана (при работе) от 1 км/ч до 10 км/ч. Стреловые краны выполняют с крюковыми и грейферными захватами, а дизель-электрические — также с электромагнитом. Они имеют переменную грузоподъёмность, наибольшую при наименьшем вылете и использовании выносных опор: у гусеничных до 300 т и более.

## Устройство гусеничных кранов

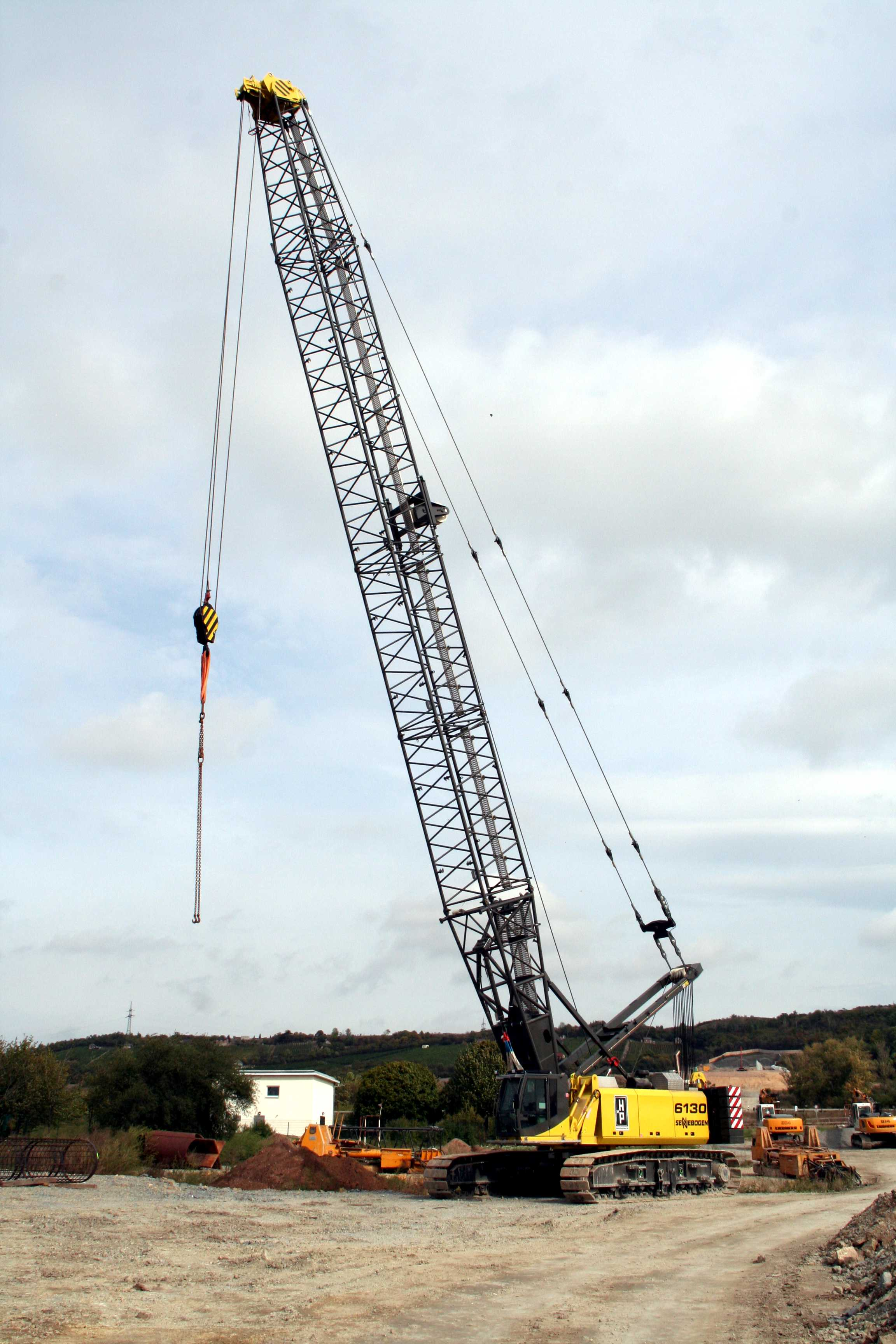
Экскаватор Sennebogen 6130 с крановым оборудованием. Фото: Störfix

Гусеничный кран состоит из двух основных частей: поворотной и неповоротной.

### Поворотная часть
Принцип устройства поворотной части аналогичен конструкции
колёсных кранов.

### Неповоротная часть
Представляет собой ходовую сварную раму, соединённую с двумя продольными балками, на которых установлены бортовые редукторы.
Поворот крана осуществляется притормаживанием одной из гусениц, при этом скорость второй увеличивается. При полном затормаживании одной гусеницы скорость второй увеличивается вдвое, а кран разворачивается вокруг оси.
Механизмы передвижения выполняются с раздельными приводами гусеничных тележек по нескольким конструктивным схемам. Механизмы подъёма имеют двухдвигательный привод с дифференциалом, что даёт четыре скорости.

### Привод
Привод кранов малой грузоподъёмности осуществляется от дизеля с механической трансмиссией, а при грузоподъёмности более 16 т от дизель-генераторной установки. Краны, имеющие силовую установку на переменном токе, могут работать от внешней сети. В некоторых моделях кранов с групповым приводом механизмов в трансмиссии устанавливают турботрансформатор, что позволяет улучшить эксплуатационные характеристики крана. Однако схема с турботрансформатором достаточно сложна и не может быть осуществлена при применении только стандартных узлов и деталей. Применение индивидуального привода в этом отношении имеет большие преимущества. В гусеничных монтажных кранах применяют исключительно индивидуальный привод, и отдельные их модели отличаются главным образом, только компоновкой механизмов на поворотной платформе.

## Применение
Гусеничные краны применяются для погрузочно-разгрузочных, строительно-монтажных работ и находят широкое применение в энергетическом строительстве как при работе на укрупнительно-сборочных площадках, так и при монтаже оборудования. Достоинством гусеничных кранов является то, что они не требуют специальной подготовки рабочей площадки в связи с малым удельным давлением на грунт, обладают достаточной маневренностью, могут поворачиваться на месте с грузом и без него. При монтаже оборудования могут выводить монтируемый блок в вертикальное положение и подавать его затем на проектную отметку.

## Маркировка кранов
- Маркировка кранов

## Монтаж, демонтаж
Монтаж и демонтаж осуществляют согласно Инструкции и Правилами Техники безопасности и СНИП. Этапы могут отличаться для моделей кранов.

## Транспортировка

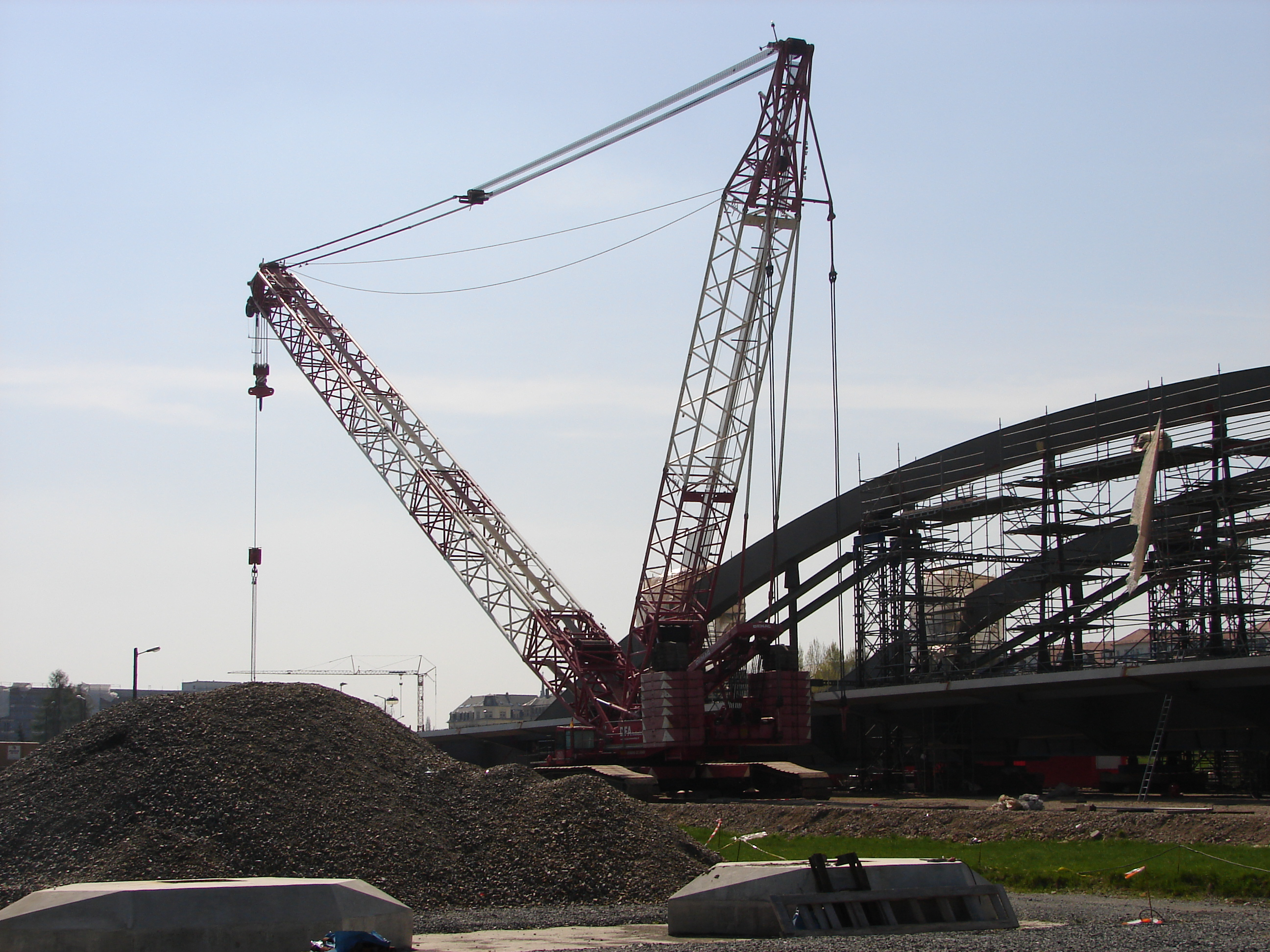
Кран в Дрездене. Фото: Asmodai

В связи с низкой собственной скоростью перемещения (менее 1 км/ч) и высоким износом гусениц, а также в связи с ограничением проезда по асфальтовым и бетонным дорогам механизмам на гусеничном ходу (повреждение покрытий), краны перевозят (в зависимости от расстояния) следующими способами (на примере крана RDK):
1. По железной дороге. При перевозке по железной дороге кран должен быть разобран на отдельные укрупнённые узлы (в соответствии с нормами в РФ по габаритам) и транспортируют на платформах в разобранном виде. Кран транспортируется со снятой стрелой, укосина опускается в транспортном положении. Кабину управления также необходимо снимать. Размещение и крепление некоторых узлов на железнодорожных платформах и полувагонах должно производиться в соотв. с чертежами и расчётами крепления, утверждёнными в установленном порядке. При этом руководствуются «Техническими условиями погрузки и крепления грузов»[6].
2. По автодорогам. Может производиться отдельными узлами стандартным автотранспортом, в зависимости от местных условий, характеристики транспортных средств и требований ГИБДД. При этом руководствуются «Правилами дорожного движения» и Инструкцией по монтажу к крану. Каждую транспортировку необходимо согласовывать с местными органами ГИБДД (получение разрешения, выдача машины сопровождения и т. д.)[6].
3. Водным транспортом. Руководствуются СНиП и «Правилами техники безопасности и производственной санитарии на погрузочно-разгрузочных работах в портах и на пристанях» Министерства Речного флота России[6].